# Madona iz Foligna
Madona iz Foligna je slika italijanskega slikarja visoke renesanse, Rafaela. Najprej je bila naslikana na leseni plošči, kasneje je bila prenesena na platno.

## Zgodovina
Slika je bila naslikana za Sigismonda de 'Contija, komornika papeža Julija II., Leta 1511. Postavljena je bila na visok oltar cerkve Santa Maria v Aracoeliju na Kapitolskem griču (italijansko: Campidoglio) v Rimu, kjer je bil leta 1512 Sigismondo pokopan.
Anna Conti, potomka Sigismonda Contija, jo je leta 1565 preselila v samostan Svete Ane v Folignu in tam je ostala več kot dve stoletji, od tod tudi ime. 
Leta 1799 jo je Napoleon prepeljal v Pariz, Francija. Tam jo je leta 1802 Hacquin prenesel s plošče na platno, restavriral pa jo je Roser iz Heidelberga. Restavrator je napisal opombo: »Poročilo državljanov Guijona Vincenta Tannaya in Bertholleta o restavriranju Rafaelove slike, znanih pod imenom Madonna di Folig gno«.
Leta 1815 so jo po bitki pri Waterlooju vrnili v Italijo, kjer so jo postavili v sobo s Spreobrnjenjem  v Vatikansko pinakoteko v Vatikanskih muzejih.

## Opis
Slika predstavlja Sacra conversatione, kjer se zdi, da se sveti liki pogovarjajo in privabljajo občinstvo v svojo razpravo. Namesto da bi sedela pod baldahinom, umbrijski ali florentinski slog, Devica sedi na oblakih in objema Jezusa, medtem ko je obdana z angeli. Gledajo navzdol proti Sigismondu de 'Contiju, ki kleči v rdečem, krznenem ogrinjalu. Contija na desni strani predstavlja sveti Hieronim s svojim levom, in poziva k zaščiti Device. Na levi strani sta klečeč sveti Frančišek Asiški in sveti Janez Krstnik, ki stoji in nosi tuniko iz kože. Ko sveti Janez kaže na Jezusa, nas očitno gleda in nas vabi, medtem ko sveti Frančišek kaže na nas in gleda Kristusovega otroka. Med možmi je angel, ki povezuje zemeljske svetnike z nebeškim gostiteljem serafov. Za njimi so stolpi Foligna.
Naslikan v Rafaelovem rimskem obdobju, to priča o njegovi umetniški zrelosti, o čemer pričajo slikarska kompozicija, barve in oblika.
Conti je naročil sliko v spomin na njegovo preživetje eksplozije, ki se je zgodila blizu njega med obleganjem Foligna, njegovega rodnega mesta. Svojo varnost je pripisal nebeškemu posredovanju. Kot je povedal zgodovinar Massimo Polidoro, so to sliko na spletnih straneh NLP uporabili kot dokaz padca letečega krožnika. Polidoro pravi, da dejansko vidite hišo Sigismonda Contija in ognjeno kroglo. Slikarji so v tem času uporabljali »simbolične pomene, ki so bili vse prej kot naključni«. Angel drži znak, na katerem ni nič napisano. Polidoro pravi, da je Sigismondo umrl, preden je Rafaelu sporočil, da želi na znak napisati Hvala Devici. Polidoro pojasni razlago NLP, ki je »ponovno interpretiranje z očmi Evropejcev 21. stoletja produkt drugih kultur«.

## Interpretacije
O ikonografiji in vzroku za raziskavo so se od 1970-ih sporno pogovarjali. Vprašljivo je, ali je bila slika, ki je bila namenjena kot oltarna slika za grob ustanovitelja, podarjena tudi kot votivna slika ob pojavu kometa ali pa so druge interpretacije bolj verjetne za sceno v ozadju in s tem za celotno sliko. Elisabeth Schröter v svojem eseju (1987)  trdi, da prizorišče v ozadju ne more prikazati zgodovinskega dogodka, ampak da je treba komet gledati kot splošno metaforo za katastrofe (Andreas Tönnesmann). Skupaj z mavrico kot znak božanske milosti navaja konec zemeljskega sveta in prihajajočo sodbo. Fant, ki stoji na Marijinih kolenih, kaže v svojem položaju na predstavitve svetovnega sodnika na zadnji sodbi. Arnold Nesselrath (2011) vidi sceno Betlehema z zvezdo v ozadju, kar ustreza božični temi slike.